# Gehorsam (Gelübde)
Das Gehorsamsgelübde ist in christlichen Kirchen, die das Mönchtum bzw. Ordensgemeinschaft kennen, eines der meist drei Gelübde, die man ablegt, um nach den Evangelischen Räten zu leben. Es ist Teil der Ordensgelübde, die sowohl von Mitgliedern der Klöster und Ordensinstitute als auch von diözesanen Eremiten abgelegt werden.

## Biblische Grundlegung
Das christliche Gehorsamsgelübde versteht sich als Konkretion des von jedem Christen geforderten Gehorsams als dem gehorsamen Hören auf Gott in der Nachfolge und „nach dem Beispiel Jesu Christi“, der von sich im Johannesevangelium sagt: „Meine Speise ist es, den Willen dessen zu tun, der mich gesandt hat.“ (Joh 4,34 ) Damit ist gemeint, dass „das Tun des Willens Gottes Menschen am Leben erhält: Jesus lebt von Gott her.“ Das Verhältnis zu Gott als seinem Vater ist Grund und Voraussetzung seiner Wirksamkeit. „Würde er unabhängig von Gott handeln (angenommen, so etwas wäre möglich), wäre Jesus völlig machtlos. Die ganze Bedeutung und die Kraft seines Werkes liegen in der Tatsache, daß es nicht sein, sondern Gottes Werk ist. (…) Seine Sendung wird durch seinen vollkommenen Gehorsam vollkommen erfüllt.“ Jesus steht damit in der Tradition des Tanach, in dem das Hören auf Gottes Weisung zentral ist: „Deinen Willen zu tun, mein Gott, war mein Gefallen und deine Weisung ist in meinem Innern.“ (Ps 40,9 ). Im Schma Jisrael („Höre Israel“) wird deutlich, dass dies im Zentrum des Bundes Gottes mit seinem Volk steht und Gehorsam nur in Beziehung mit Gott gelingen kann.
In der Kirche wird nach (Mt 23,8 ) jede Autorität Christus als dem „Rabbi“, dem Meister, untergeordnet; aber umgekehrt ist gerade das die Voraussetzung dafür, dass schon in einer der frühesten Schriften des Neuen Testamentes, im 1. Thessalonicherbrief, Paulus die Anerkennung innerkirchlicher Autorität fordern kann. Der Hebräerbrief formuliert dies noch deutlicher und verweist auf die zum Gehorsam gehörende Rechenschaftspflicht der Vorsteher Christus gegenüber.

## Beginn des Mönchstums und altorientalische Kirchen
Christliche Mönche der orientalisch-orthodoxen Kirchen (sogenannte „altorientalischen Kirchen“ in Äthiopien, Ägypten und Armenien sowie im Syrisch-Chaldäischen Raum) waren zunächst in der Regel Einsiedler, lebten aber bald in Gemeinschaft, zumal in der Nähe von Städten. Dieses Mönchstum war im Nahen Osten bis zum Niedergang des aramäischen Christentums im Spätmittelalter sehr verbreitet und wurde in den letzten zweihundert Jahren wiederbelebt.
Leben in Gemeinschaft war dabei von Anfang an mit einem Gelübde des Gehorsams verbunden. Der Gehorsam wird sowohl zum Weg der persönlichen Vervollkommnung als auch zur Grundlegung der Gemeinschaft, da er die Entsagung des eigenen Willens und die Unterordnung unter die Autorität ermögliche.

“Unhesitating obedience to religious superiors is commonplace in classic formulas from ascetic monastic communities dating back to the fourth and fifth centuries. In practicing discernment, novices in religious communities were trained to cultivate humility and indifference by being obedient to religious superiors in the religious community.”

„Der bedingungslose Gehorsam gegenüber religiösen Vorgesetzten ist in klassischen Formeln asketischer Mönchsgemeinschaften aus dem vierten und fünften Jahrhundert alltäglich. Die Novizen in den Ordensgemeinschaften wurden darin geschult, Demut und Gleichgültigkeit zu üben, indem sie den Ordensoberen in der Ordensgemeinschaft gehorsam waren.“

Die erste koinobitische Mönchsregel aus der ersten Hälfte des 4. Jahrhunderts stammte vermutlich von Pachomios (um 292–346) und wurde in koptischer Sprache verfasst. Pachomios entstammte dem Soldatenberuf (daher vielleicht die Form der Regeln). Sie legten unbedingten Gehorsam, Ehelosigkeit und Besitzlosigkeit sowie die Eingliederung in den Tagesablauf fest.
Von hier aus verbreitete sich das Gehorsamsgelübde mit der Klosterbewegung. Der Mönchsvater Sabas organisierte im Jahr 483 die Mönche der judäischen Wüste im Kloster Mar Saba in der Nähe von Bethlehem, das als Mutter aller Klöster im Östlichen Christentum gilt. Abraham von Kaschkar gründete ein Kloster auf einem Berg oberhalb von Nisibis in Mesopotamien (um 350). Von diesem Kloster aus verbreitete sich die zenobitische Tradition in Mesopotamien, Persien, Armenien, Georgien, Indien und China.

## Orthodoxe Kirchen
Einflussreich für die Klöster auf dem Berg Athos und von dort auf das gesamte orthodoxe Mönchtum, insbesondere später auch in Russland, war Athanasios Athonitis (925/930 – ca. 1000). Ganz nach der Tradition verstand er dieses als eine Form der Nachfolge Jesu Christi. In der Regel des von ihm gegründeten Klosters Megisti Lavra sind daher auch die drei Gelübde der Keuschheit, der Armut und des Gehorsams die monastischen Grundtugenden. Die Mönche leben „in Gehorsam und werden von einem Hirten“, dem Abt, geleitet, damit die Mönche in ihrer Gemeinschaft das Heil als Ziel ihres Lebens erreichen. So werden sie in ihrer Verschiedenheit zu einem gemeinsamen Leib zusammengefügt, so „dass die im Koinobion Lebenden eines Herzens und eines Willens und eines Wunsches sind; sie sind ein Leib aus verschiedenen Gliedern, der die ganze Fülle der Bruderschaft zusammenfügt“. Gehorsam dem Abt gegenüber bedeutet, dass alles mit seinem ausdrücklichen Willen geschieht. Der Gehorsam gilt selbst für den Einsiedler, der „vorher im Gehorsam geübt sein“ muss, vom Abt die Erlaubnis zum Einsiedlerleben erhält und ihm auch anschließend gehorcht.
In der orthodoxen Tradition ist in allen Klöstern der Gehorsam gegenüber den Oberen selbstverständlicher Bestandteil der Gelübde, die ihrerseits Voraussetzung für ein Leben im Kloster sind. Die Gelübde sind wie auch in der benediktinischen Tradition nicht so sehr klar abgegrenzt wie Armut, Ehelosigkeit/Keuschheit und Gehorsam, sondern verpflichten auf die Klosterregel als ganzer. Dabei ist nicht immer zwischen einem Gelübde des Gehorsams und der Verpflichtung des Mönches, nach Tugend und Heiligkeit zu streben, zu unterscheiden; der Gehorsam spielt aber immer eine zentrale Rolle.
Neben den Gehorsam gegenüber dem Abt oder der Äbtissin für den Mönch bzw. die Nonne tritt für diese der Gehorsam gegenüber denjenigen, die sie als ihre Seelenführer auserwählen. Das ist ein wesentlicher Teil der Klosterregel, auf die sich bereits die Novizin oder der Novize im Gelübde verpflichtet.

## Theologische Entwicklung in der westlichen Kirche
Seit dem Ausgang der Antike ist das Mönchtum des Abendlandes von der Regula Benedicti (um 540) geprägt; diese ist literarisch abhängig von der Magisterregel. Die ältere Tradition des Gehorsamsgelübdes wird dabei aufgenommen und weitergeführt. „Benedikt stellt die äußere Gehorsamsstrenge früherer Mönchspraktiken […] sittlich und theologisch auf ein höheres Niveau. Besonderes Kennzeichen seiner Regel ist die Ausgewogenheit und das weise Maß (discretio).“.
Im Hochmittelalter hat Thomas von Aquin (1225–1274) das Gelübde des Gehorsams nochmals klar an die erste Stelle gesetzt und dies aus einer theologischen Anthropologie sowie einer Theologie der Hingabe (Opfer) heraus begründet. Die von ihm geprägte scholastische Theologie blieb bis zum Beginn des 20. Jahrhunderts in der katholischen Kirche maßgeblich.

“Respondeo dicendum quod votum obedientiae est praecipuum inter tria vota religionis. Et hoc, triplici ratione. Primo quidem, quia per votum obedientiae aliquid maius homo offert Deo, scilicet ipsam voluntatem, quae est potior quam corpus proprium, quod offert homo Deo per continentiam; et quam res exteriores, quas offert homo Deo per votum paupertatis. (…) Secundo, quia votum obedientiae continet sub se alia vota, sed non convertitur. Nam religiosus etsi teneatur ex voto continentiam servare et paupertatem, tamen haec etiam sub obedientia cadunt, ad quam pertinent multa alia praeter continentiam et paupertatem. Tertio, quia votum obedientiae proprie se extendit ad actus propinquos fini religionis. Quanto autem aliquid propinquius est fini, tanto melius est. Et inde etiam est quod votum obedientiae est religioni essentialius.”

„Ich antworte darauf, dass das Gehorsamsgelübde das wichtigste unter den drei Gelübden der Religiosen ist. Und das aus einem dreifachen Grund. Erstens, weil der Mensch durch das Gelübde des Gehorsams Gott etwas Größeres anbietet, nämlich den Willen selbst, der wichtiger ist als sein eigener Körper, den der Mensch Gott durch Enthaltsamkeit anbietet; und als die äußeren Dinge, die ein Mensch Gott durch das Gelübde der Armut darbringt. (…) Zweitens, weil das Gehorsamsgelübde weitere Gelübde in sich enthält, auch wenn es nicht darauf bezogen wird. Denn auch wenn ein Religioser durch ein Gelübde zur Einhaltung von Enthaltsamkeit und Armut verpflichtet ist, fallen diese auch unter den Gehorsam, zu dem neben Enthaltsamkeit und Armut noch viele andere Dinge gehören. Drittens, weil sich das Gehorsamsgelübde ordnungsgemäß auf Handlungen erstreckt, die kurz vor dem Ziel der Religion stehen. Aber je näher etwas dem Ziel ist, desto besser ist es. Und das ist auch der Grund, warum das Gelübde des Gehorsams für die Religion wichtiger ist.“

Insgesamt hat die theologische Entwicklung der Neuzeit und vor allem des 19. Jahrhunderts zu einer stärkeren Verrechtlichung des Gehorsamsverständnisses geführt. Die Theologie seit den 1960er Jahren ist dann einerseits gegenüber dem Gehorsamsbegriff generell kritischer geworden, hat anderseits die Tradition des Gehorsamsgelübdes aufgegriffen, aber doch neu akzentuiert. Vielfach konnte gerade im Rückgriff auf die ältere Tradition ein modernerer Gehalt wiedergefunden werden. Die moderne Anthropologie und Psychologie wird dabei in unterschiedlichem Maße berücksichtigt. So wird nun der Blick auf das Beziehungsfeld der Kommunikation zwischen Vorgesetztem und Gehorchendem stärker unter der Frage gelingender Kommunikation gesehen. Dabei geht es um aufmerksames Hören auf die Gegenwart und Stimme des anderen, Empfänglichkeit für diese Gegenwart und Stimme. Gehorsam sei also ein Verhalten, das durch einen Akt der Aufmerksamkeit gegenüber einer anderen Person, einen Akt der Rezeption oder Anerkennung des Anspruchs des anderen und einen Akt der Antwort spezifiziert ist. Der Akt der Aufmerksamkeit setze von beiden Seiten eine interessierte Offenheit für den anderen voraus. Gehorsam müsse darin bestehen können, „in spiritueller Autonomie bewusst schweigend einen Resonanzraum in sich freizuhalten bzw. immer neu zu schaffen.“
Vor allem aber wird im 20. Jahrhundert die christologische und spirituelle Dimension wichtig. „Letzte Norm des Ordenslebens ist die im Evangelium dargelegte Nachfolge Christi“, betont das Zweite Vatikanische Konzil und es sei daher „zu bedenken, dass auch die besten Anpassungen an die Erfordernisse unserer Zeit ohne geistliche Erneuerung unwirksam bleiben“. „Im Gelöbnis des Gehorsams“, schreibt ein römisches Dekret 1990, würden die Ordensangehörigen „zum Dienst an allen Brüdern in Christus bestellt, wie auch Christus selbst im Gehorsam gegen den Vater den Brüdern diente“. Sie sollen „im Geist des Glaubens und der Liebe zum Willen Gottes gemäß der Regel und den Konstitutionen den Obern demütig Gehorsam leisten, und zwar so, dass sie in der Ausführung dessen, was angeordnet ist, und in der Erfüllung der ihnen anvertrauten Aufgaben die eigene Verstandes- und Willenskraft einsetzen und die Gaben, die ihnen Natur und Gnade verliehen haben, gebrauchen, im Wissen, dass sie damit zur Auferbauung des Leibes Christi nach Gottes Absicht beitragen.“ Ebenso müssten die Oberen, da sie vor Gott Rechenschaft ablegen müssten, „in der Erfüllung ihres Amtes auf den Willen Gottes horchen und ihre Autorität im Geist des Dienstes an den Brüdern ausüben, so dass sie Gottes Liebe zu jenen zum Ausdruck bringen.“ Dazu müssten sie unbeschadet ihrer Leitungsverantwortung die Untergebenen „bereitwillig anhören und ihr Mitplanen zum Wohl des Instituts und der Kirche fördern.“

## Katholische Gemeinschaften

### Monastische Tradition (Benediktregel)
Die Benediktregel selbst enthält den Text des Gelübdes nicht; in Cluny wurde in ihrer Tradition diese Formel verwendet:

„Ich, Bruder N., gelobe klösterliche Beständigkeit, Bekehrung meines Lebenswandels und Gehorsam gemäß der Regel des hl. Benedikt vor Gott und seinen Heiligen, in diesem Kloster, das zu Ehren der seligen Apostel Petrus und Paulus erbaut wurde, in Gegenwart des Abtes N.“

Die Gelübde der Armut und der Keuschheit wurden als im Gehorsamsgelübde integriert angesehen, da diese Fragen inhaltlich in der Regel vorkommen. Der Gehorsam wird „gemäß der Regel“ definiert und gilt daher in benediktinischer Tradition nicht exklusiv gegenüber dem Abt, sondern in allen Verhältnissen, in denen die Regel jemandem eine Kompetenz und Leitung zuweist. Gleichwohl wird das Gelübde in Gegenwart des Abtes abgelegt und dieser damit als Vertreter des Klosters und verantwortlich für die Einhaltung der Regel anerkannt, auf die er allerdings selbst in gleicher Weise verpflichtet ist.

### Oratorianerkongregation
Philipp Neri hat bei der Gründung der Kongregation vom Oratorium bewusst auf herkömmliche Ordensregeln und damit auch auf ein eigenes Gehorsamsgelübte verzichtet, ohne aber den Gehorsam als Voraussetzung für die Mitgliedschaft im Oratorium aufzugeben. Dadurch wollte er die spirituelle Motivation stärken. Gleichwohl hat er den Grundsatz formuliert: „Aut pareat, aut abeat“ („Entweder gehorcht er oder er verlässt die Gemeinschaft“). Oratorianer, so die Erwartung, „ersetzen den Mangel an Gelübden durch Liebe, durch spontane Bereitwilligkeit und durch vollkommene Folgsamkeit gegenüber jedem Wunsch des Oberen.“ Mit der ihm eigenen Mischung aus Humor und Pragmatismus soll Philipp Neri es so ausgedrückt haben: „Wenn man Ungehorsam vermeiden will, darf man nicht Befehlen“.

### Jesuitenorden
Die Satzungen des Jesuitenordens sind ein Text, der ebenso sehr aus der mystischen Tradition des Verfassers Ignatius von Loyola, wie als juristischer Text für die Verfassung der Ordensgemeinschaft gelesen werden kann. Sowohl nach dem Selbstverständnis, wie nach dem häufig kritischen Fremdbild steht bei den Jesuiten das Gehorsamsgelübde deutlich stärker als bei anderen Orden im Vordergrund. Geistlich ist dies vor allem in dem Anliegen verwurzelt, dem ‚gekreuzigten Herrn‘ nachzufolgen. „Es ist also die Christologie des ignatianischen Gehorsams die Grundlage sowohl für die Klugheit des Befehlens als auch für die Diskretion des Gehorchens, indem der Gehorsame lernt, in nichts auf sich selber zu schauen, sich selbst an das Grössere des Reiches Christi und an das Grösste, die Person des geliebten Herrn, zu verlieren.“ Der Gehorsam wurzelt also nach diesem Verständnis in der Nachfolge Christi und soll die daraus resultierende apostolische Sendung ermöglichen.
In den ‚‘Regeln zum Fühlen mit der Kirche‘‘, die Ignatius seinem Handbuch für die Begleitung von Geistlichen Übungen beigegeben hat, werden die drei Gelübde in der ungewöhnlichen Reihenfolge „Gehorsam, Armut, Keuschheit“ aufgezählt. Als Begründung findet sich in denselben Regeln der Hinweis auf das „einfache Volk“. Da im Mittelpunkt der Gründung des Ordens stand, man wolle „den Seelen helfen“ (‚‘iuvare animas‘‘), ist auch der Gehorsam deswegen betont, weil er eine Voraussetzung dafür sei, dass das Evangelium in Demut verkündet wird und die „Seelen“ zu Christus finden können, statt in Abhängigkeit zum Ordensmann zu geraten. Das bedeutet aber zugleich, dass der Gehorsam als wichtiges Instrument gesehen wird, um als Organisation besser das Ziel zu erreichen, zu dem sie gegründet ist. Da dies aber immer ein Dienst in der Nachfolge Christi ist, kann der Gehorsam gegenüber einem kirchlichen Vertreter in der Gegenwart immer nur so verstanden werden, dass dieser sozusagen Christus vertritt. Abweichend vom allgemeinen Kirchenrecht ist bei den Jesuiten vor diesem Hintergrund die ‚‘Gewissensrechenschaft‘‘ gegenüber dem Oberen im ‚‘forum internum‘‘ zugelassen, wobei der Widerspruch, der Rekurs an höhere Obere und sogar eine Mediation ausdrücklich vorgesehen sind.
Der strenge Gehorsam in den Regeln des Jesuitenordens war wohl von Anfang an gemildert durch den faktischen Ungehorsam der Mitbrüder: „Der Gehorsam ist unsere Mutter, von der wir Milch trinken; aber wenn wir älter werden und Zähne bekommen, pflegen wir unsere Mutter ab und zu beissen.“ Letztlich hängt Gehorsam auch im Jesuitenorden an der Klugheit des Befehlens.

### Besonderes Gelübde des Papstgehorsams
Zwar liest man immer wieder, dass die Jesuiten ein besonderes Gelübde des Gehorsams gegenüber dem Papst hätten, dieses bezieht sich allerdings nur auf die Sendungen durch den Papst und ist damit strikt auf konkrete Aufträge begrenzt. Das Gelübde wird nicht von allen Jesuiten abgelegt, sondern nur von denen, die zur feierlichen Profess als letzten Gelübten so zur endgültigen Eingliederung in den Orden zugelassen sind. Die Gründung der päpstlichen Sternwarte 1578 oder von Radio Vatikan 1931 sind solche Aufträge des Papstes an die Jesuiten, während der Papst in der Regel, wenn er einem einzelnen Jesuiten einen besonderen Auftrag geben will, dies über den zuständigen Ordensoberen macht. Historisch und in den Konflikten mit lokalen Herrschern und Kirchenstrukturen der nächsten Jahrhunderte spielte das Papstgelübde eine zentrale Rolle denn die „Jesuiten konnten sich (...) auf den Papst berufen, um möglichst unabhängig von regionalen oder nationalen Größen agieren zu können.“
Als der Freundeskreis um Ignatius in Paris 1534 beschlossen hat, als Gemeinschaft Gelübde abzulegen, war die Gründung eines formalen Ordens noch nicht im Blick, daher auch kein Gehorsamsgelübde. "An Stelle dieses Gehorsams setzten sie das Versprechen, sich unter bestimmten Umständen dem Papst zur Verfügung zu stellen und den von ihm ihnen zugewiesenen Sendungen zu gehorchen."

„Durch die höchste und göttliche Gnade hat die ganze Gesellschaft aus vollem Willen und zum Frieden ihrer Seelen Gott unserem Schöpfer und Herrn das Versprechen und das ausdrückliche Gelübde gemacht, Gehorsam zu leisten seinem allgemeinen und höchsten Stellvertreter, zur grösseren Glorie Gottes und um mehr und besser auf dem Ackerfeld des Herrn zu arbeiten zum grösseren geistlichen Fortschritt der Seelen. Durch die Vermittlung seiner himmlischen Güte und Hilfe ist dies geschehen, damit seine Heiligkeit, wo immer er es meint und für gut hält, uns schicken könne unter Gläubige und Ungläubige.“

 Erst als die Sendungen des Papstes für die Freunde diese über mehrere Länder und Erdteile zu zerstreuen drohten, haben sie sich nach langen Beratungen entschlossen ein Gehorsamsgelübde abzulegen, um als Gemeinschaft unter einem Oberen wirken zu können. Erst dann trat das Papstgelübde hinter den Gehorsam gegenüber dem Ordensoberen zurück.

### Geweihtes und eremitisches Leben
Das katholische Kirchenrecht kennt auch außerhalb der Ordensgemeinschaften ein Gehorsamsgelübde insbesondere für den Stand einer Geweihten Jungfrau, einer unverheirateten oder verwitweten Frau, die sich etwa in besonderer Weise den Werken der Barmherzigkeit widmet und sich dafür im Gehorsam dem Bischof unterstellen will.
Auch wer als kirchlich anerkannter Eremit oder Eremitin, also nicht in Gemeinschaft, aber in der Zurückgezogenheit leben will, kann analog zu den Ordensgemeinschaften die drei Gelübde ablegen; auch in diesem Fall obliegt dem örtlichen Bischof die Aufgabe, diese entgegenzunehmen und eine angemessene Leitung wahrzunehmen.

### Gehorsamsversprechen der Kleriker
Vom Gehorsamsgelübde, das sich als Lebensform in der Nachfolge Christi versteht, ist das Gehorsamsversprechen zu unterscheiden, das im Rahmen der Weiheliturgie katholische Diakone und Priester leisten, indem sie dem Bischof auf die Frage "Versprichst du mir und meinen Nachfolgern Ehrfurcht und Gehorsam?" mit "Ich verspreche es." antworten. Dieses Versprechen begründet sich funktional aus der Einbindung der Kleriker in die Hierarchie der Kirche. Johannes Paul II. schrieb dazu 1992: "Den priesterlichen Dienst gibt es nur in Gemeinschaft mit dem Papst und mit dem Bischofskollegium, besonders mit dem eigenen Diözesanbischof; ihnen muß der Priester »den kindlichen Respekt und den Gehorsam« entgegenbringen, den er im Ritus der Priesterweihe gelobt hat." Eine amtliche Erläuterung dazu wurde 1994 angefügt: "Es handelt sich also um eine hierarchische Gemeinschaft, d. h. um eine Communio in jener Hierarchie, wie sie eben in ihrem Innern strukturiert ist." Das Versprechen ist im Kirchenrecht Can. 273 kodifiziert: "Die Kleriker sind in besonderer Weise verpflichtet, dem Papst und ihrem Ordinarius Ehrfurcht und Gehorsam zu erweisen." Can. 1371 stellt den Ungehorsam unter Strafe: "Mit einer gerechten Strafe soll belegt werden wer sonst dem Apostolischen Stuhl, dem Ordinarius oder dem Oberen, der rechtmäßig gebietet oder verbietet, nicht gehorcht und nach Verwarnung im Ungehorsam verharrt." Ein entsprechendes Versprechen des Gehorsams gegenüber dem Papst ist Teil der Liturgie der Bischofsweihe.
Seit 1989 sind auch Ordenspriester erstmals verpflichtet, „bei der Diakonenweihe und bei der Priesterweihe dem Ortsbischof Ehrfurcht und Gehorsam zu versprechen; so wird die Einheit aller Kleriker in einer jeden Ortskirche bekräftigt.“ Die Begründung kann als sachliche Einschränkung des Versprechens verstanden werden, dass der Gehorsam gegenüber dem Bischof nur für die Fragen gilt, die für die Einheit der Ordensleute mit der jeweiligen Ortskirche erheblich sind. Ein möglicher Konflikt zwischen dem Gelübde im Orden und dem Versprechen gegenüber dem Bischof ist dabei nicht im Blick genommen worden.

## Kirchen in reformatorischer Tradition
Ordensähnliche Gemeinschaften in den evangelischen Kirchen nennen sich meist Kommunität. Sie führen damit die gesamtkirchliche Tradition des Lebens nach den evangelischen Räten und des Gehorsamsgelübdes fort. Viele von ihnen haben sich von Anfang an oder im Laufe ihrer Entwicklung der Mitgliedschaft auch von Christen anderer Konfession geöffnet.
Die 1929 gegründete St.-Johannes-Bruderschaft als Teil der sich der gesamtkirchlichen Tradition verpflichtenden Hochkirchlichen Bewegung, schreibt in ihrer die Mitglieder verpflichtenden Regel: „Die Mitglieder erweisen ihren geistlichen und weltlichen Vorgesetzten Gehorsam bis an die Grenze des Gewissens.“ Die Ausweitung auf "weltliche Vorgesetzte" folgt dabei der lutherischen Auslegung von (Röm 13,1 ) Dass das Gehorsamsgelübde seine Grenzen dort findet, wo etwas ethisch zu tun geboten oder verboten ist, ist uneingeschränkt in allen christlichen Traditionen anerkannt.

## Kritik des Gehorsamsgelübdes
Schon infolge der Aufklärung, dann aber umfassend im 20. Jahrhundert wurde der Gehorsam nicht zuletzt aufgrund der Erfahrungen mit faschistischen Regimen negativ bewertet oder gar ganz, zumal als eine Tugend, abgelehnt. Dies gilt insbesondere auch gegenüber totalitären religiösen Strukturen oder allgemein gegenüber verfassten Kirchen und Religionsgemeinschaften. In der Literatur finden sich umfangreiche Kritiken am Gehorsam zumal in der katholischen Kirche, aber wenige spezielle Auseinandersetzungen mit dem Gehorsamsgelübde in Orden. Der Bonner Kirchenrechtler Norbert Lüdecke etwa kritisiert allgemein das Gehorsamsversprechen als "eine Stütze des katholischen Systems."
Durch die starke persönliche Bindung, die das Gelübde zwischen dem Vorgesetzten und den einzelnen Ordenschristen sowie in der Gemeinschaft hervorruft, kann das Gelübde einer der Gründe dafür sein, warum der Missbrauch von Machtstrukturen und Gewalt gegen Abhängige und Kinder sowie geistlicher Missbrauch nicht konsequent aufgedeckt und verfolgt, sondern verschwiegen und gedeckt worden sind. Da solcher Missbrauch aber auch für Organisationsstrukturen, die formal jede Autorität leugnen, belegt ist, steht zu vermuten, dass nicht das Gelübde oder die Ordensstruktur als solche, sondern ihre Ausgestaltung, Kontrolle und Transparenz entscheidend für die Missbrauchsanfälligkeit sind. In jedem Fall sind viele Vorkommnisse in katholischen und evangelischen Gemeinschaften mit Gehorsamsgelübde belegt.
Nach dem Zweiten Vatikanischen Konzil setzte eine innerkirchliche kritische Auseinandersetzung mit dem Gehorsamsgelübde ein. Diese hatte aber immer die Zielrichtung, das Gelübde nicht abzuschaffen, sondern inhaltlich und spirituell zu erneuern. Das bedeutete auch, von einigen traditionellen Metaphern Abschied zu nehmen, die schon historisch, mehr noch aber in der Gegenwart weder verständlich oder auch nur akzeptabel gewesen wären. In der Auseinandersetzung mit den bekannt gewordenen und hinreichend dokumentierten Missbrauchsvorfällen in den Ordensgemeinschaften hat es bis auf Ausnahmen nur kursorisch innerkirchliche Versuche gegeben, sich in diesem Zusammenhang kritisch und systematisch mit dem Ordensgelübde des Gehorsams auseinanderzusetzen.